# Basile Moreau
Pour les articles homonymes, voir Moreau.
Basile-Antoine Marie Moreau, né le 11 février 1799 à Laigné-en-Belin (France) et décédé au Mans (France) le 20 janvier 1873 , est un prêtre catholique français, fondateur de la Congrégation de Sainte-Croix et d'une communauté de sœurs soignantes et éducatrices, les Marianites de Sainte-Croix.
Il est commémoré le 20 janvier selon le Martyrologe romain.

## Biographie
Basile-Antoine Moreau est né le 11 février 1799, à Laigné-en-Belin, un petit village près du Mans, le neuvième des quatorze enfants de Louis et Louise Pioger Moreau. Son père était agriculteur et négociant en vins. Il a grandi au milieu de la tourmente de la Révolution française. Comme ses parents étaient des catholiques fervents impliqués dans l'Église clandestine, l'aspect de la Révolution qui l'a le plus touché était la suppression de l'Église. Il a pu recevoir une bonne éducation primaire grâce à la générosité de son curé, l'abbé Julian Le Provost, qui l'a encadré.  
En 1814, le prêtre fit alors des arrangements pour qu'il entre au séminaire de Château-Gontier (aujourd'hui lycée Victor-Hugo). En 1816, Moreau entre ensuite au séminaire diocésain du Mans (situé à l'abbaye Saint-Vincent, aujourd'hui lycée Bellevue), lorsque les hostilités de la Révolution envers l'Église se sont calmées. Le séminaire était dirigé par la Société de Saint-Sulpice et l'a scolarisé selon l'École française de spiritualité qui est restée une inspiration dans sa prédication et ses écrits toute sa vie. À l'âge de 22 ans, en 1821, Basile Moreau est ordonné prêtre du diocèse du Mans à l'ancien couvent de la Visitation, chapelle du Sacré-Cœur, tandis que la cathédrale Saint-Julien du Mans est en cours de restauration. Après l'ordination, le P. Moreau passa encore deux ans chez les Sulpiciens à Paris, d'abord au séminaire Saint-Sulpice, puis à la Solitude à Issy-les-Moulineaux. 
Prêtre du diocèse du Mans, Basile Moreau fonde la « Congrégation Sainte-Croix », en 1837, pour pallier le manque de prêtres et d’instruction chrétienne dans les campagnes sarthoises après la Révolution.
Malgré l’opposition de l’évêque, il leur adjoint, en 1841, un groupe de sœurs, « les Sœurs marianites de Sainte-Croix », avant d’envoyer ses « pères, frères et sœurs, unis dans la vie et le travail » aux quatre coins du monde (Algérie, États-Unis, Canada, Italie, Inde, Bangladesh). 
Mais cet audacieux projet de congrégation mixte et tripartite ne dure pas. Après une dissociation imposée par le pape Pie IX, la Congrégation de Sainte-Croix, réunissant prêtres et frères, est approuvée en 1857. Désavoué, Basile donne sa démission de supérieur général en 1866. La congrégation des Sœurs marianites est approuvée en 1867. 
À la fin de sa vie, Basile Moreau subit une mise à l’écart et de douloureuses humiliations.

## Miracle
En 1948, une dame canadienne du nom de Laurette Comtois, résidant à Montréal et souffrant de pleurésie, aurait été guérie par l'intercession du père Moreau. 
Après avoir donné naissance prématurément à un bébé mort-né le 1er juin 1948, elle manifesta des symptômes de toux sèche, de fièvre et de douleur au côté gauche du thorax. Après un diagnostic de pleurésie au poumon gauche, la malade reçut les soins nécessaires pour son cas ; cependant sa condition empira. Le 18 du même mois de juin, il fut décidé de pratiquer une thoracentèse. 
Dans l'intervalle, les religieuses et les novices de la Congrégation de Sainte-Croix, la patiente elle-même, son père et d'autres personnes commencèrent à demander l'assistance divine, par l'intercession du serviteur de Dieu, Basile Moreau. Une relique du père Moreau fut appliquée dans le dos de Laurette Comtois. Dans la nuit du 17 au 18 du même mois, la malade recouvra complètement la santé ; le fluide pleural se résorba rendant la thoracentèse inutile et la fièvre disparut ainsi que toutes les autres infections reliées à sa maladie. Ainsi, cette femme fut déclarée complètement guérie de manière plus rapide que normale.

## Béatification
Basile Moreau est déclaré vénérable par le pape Jean-Paul II le 12 avril 2003. Le décret validant un miracle attribué à son intercession ayant été promulgué le 28 avril 2006, il est béatifié le 15 septembre 2007 au Mans dans la salle Antarès par le cardinal José Saraiva Martins au nom du pape Benoît XVI. Son sanctuaire se trouve à l'église Notre-Dame-de-Sainte-Croix du Mans.

## Écrits
- Sermons - Sermons à des Séminaristes; à des Religieuses et Les grandes vérités. , Montréal, Oratoire Saint-Joseph, 1923, 608 p.